# Mohamad Zamri Baba
Mohamad Zamri Baba  es un piloto de motociclismo malayo. Compite en el Campeonato Asiático de Carreras en Ruta en la clase SS600 para MuSASHi Boon Siew Honda Racing.
En junio de 2015, Zamri estaba en coma después de ser atropellado por otro piloto después de estrellarse contra el lecho de grava durante la Carrera 1 del evento SuperSports 600cc, una segunda ronda del Campeonato FIM Asia Road Racing. 
En octubre de 2015, cuatro meses después del accidente, Zamri recuperó el conocimiento del coma e hizo una visita a su familia durante la octava ronda del Campeonato Petronas AAM Malaysian Cub Prix 2015 en el Malaysia Agro Exhibition Park (MAEPS) en Serdang, Selangor.

## Estadísticas

### Campeonato del Mundo de Motociclismo

#### Por temporada
| Temp. | Cat.  | Moto     | Equipo                     | N.º   | Carreras | Victorias | Podios | Poles | V.Ráp. | Pts. | Pos. |
| ----- | ----- | -------- | -------------------------- | ----- | -------- | --------- | ------ | ----- | ------ | ---- | ---- |
| 2010  | Moto2 | Moriwaki | Petronas SIC TWMR Malaysia | 87    | 1        | 0         | 0      | 0     | 0      | 0    | NC   |
| 2011  | Moto2 | Moriwaki | Petronas Malaysia          | 87    | 1        | 0         | 0      | 0     | 0      | 0    | NC   |
| Total | Total | Total    | Total                      | Total | 2        | 0         | 0      | 0     | 0      | 0    |      |

### Carreras por año
(Carreras en negrita indica pole position, carreras en cursiva indica vuelta rápida)
| Año  | Cat.  | Moto     | 1   | 2   | 3   | 4   | 5   | 6   | 7   | 8   | 9   | 10  | 11  | 12  | 13  | 14     | 15  | 16     | 17  | Pos. | Pts. |
| ---- | ----- | -------- | --- | --- | --- | --- | --- | --- | --- | --- | --- | --- | --- | --- | --- | ------ | --- | ------ | --- | ---- | ---- |
| 2010 | Moto2 | Moriwaki | QAT | SPA | FRA | ITA | GBR | NED | CAT | GER | CZE | IND | RSM | ARA | JPN | MAL 22 | AUS | POR    | VAL | NC   | 0    |
| 2011 | Moto2 | Moriwaki | QAT | SPA | POR | FRA | CAT | GBR | NED | ITA | GER | CZE | IND | RSM | ARA | JPN    | AUS | MAL 18 | VAL | NC   | 0    |